# Martín de la Fuente
|  | Per a altres significats, vegeu «Marcos Martín de la Fuente». |

Martín de la Fuente (? - 1521) fou un músic i prevere espanyol dels segles XV i XVI considerat el primer de la sèrie que donà gran renom al magisteri de la Catedral de Còrdova on desenvolupà el càrrec de mestre de capella fins a la seva mort.